# Корал-Спрингс
Корал-Спрингс (англ. Coral Springs) — город в округе Брауард штата Флорида, США.

## География
По данным Бюро переписи населения США площадь города составляет 62,1 км², из них 61,6 км² составляет суша и 0,5 км² — открытые водные пространства. Расположен в юго-восточной части штата, примерно в 32 км к северу от города Форт-Лодердейл, на высоте 3 м над уровнем моря.

## Население
По данным переписи 2010 года население города составляло 121 096 человек.
Возрастная структура населения (по данным переписи 2000 года): младше 18 лет — 27,8 %; от 18 до 24 лет — 10,5 %; от 25 до 44 лет — 26 %; от 45 до 64 лет — 28,8 %; старше 65 лет — 6,8 %. Средний возраст населения — 35,7 лет. На каждые 100 женщин приходится в среднем 93,5 мужчин.
По данным на 2000 год английский является родным языком для 74,64 % населения; испанский — для 15,01 %; французский креольский — для 2,16 %; португальский — для 1,41 %; французский — для 1,09 %; итальянский — для 0,84 %. 2,1 % населения города были родом с Гаити; 2,05 % населения — из Колумбии; 1,72 % — с Кубы.
Динамика численности населения по годам:
| 1970 | 1980   | 1990   | 2000    | 2010    |
| ---- | ------ | ------ | ------- | ------- |
| 1489 | 37 349 | 78 864 | 117 549 | 121 096 |